# Tourtière du Lac-Saint-Jean
Pour les articles homonymes, voir Tourtière.
Cet article concerne la tourtière régionale québécoise. Pour la tourtière d'un point de vue national, voir Tourtière (plat).
La tourtière du Lac-Saint-Jean, ou simplement tourtière, est un mets folklorique canadien et québécois de la famille des tourtes à la viande. Dans le langage commun, surtout à l'extérieur du Saguenay–Lac-Saint-Jean, les termes « tourtière » et « pâté à la viande » sont parfois utilisés en tant que synonymes, car ils sont tous deux des cuissons à base de viande (ex. : bœuf, veau et/ou porc) recouverte de pâte. Toutefois, la tourtière dite du Lac-Saint-Jean  se diffère au moins par sa pâte plus épaisse, la présence de cubes de pomme de terre et de viandes et de bouillon, de même qu'elle prend généralement place dans un contenant bien plus large et profond. Dans ce cas, elle est donc préparée de manière à donner au minimum une dizaine de portions, ce qui la rend propice aux fêtes telles que celles de la fin décembre.
Cette tourtière se distingue également du cipaille de la Gaspésie par le fait que ce dernier possède plusieurs couches de pâte à l'intérieur du plat.

## Étymologie
En Gaspésie et dans le Bas-Saint-Laurent, une variante est appelée cipaille. La tourtière est née du cipaille que les colons de la région de Charlevoix et de la Gaspésie transportaient dans leur besace lorsqu’ils sont venus s’installer dans leur nouveau royaume, le Lac-Saint-Jean, dit Jean-Pierre Lamasson dans son livre L’incroyable odyssée de la tourtière.

## Histoire
Contrairement à la croyance populaire, le nom « tourtière » ne vient pas de la tourte voyageuse, une espèce d'oiseau maintenant disparue. Son nom provient plutôt du plat dans lequel on la faisait cuire. La plus ancienne recette connue de tourte, ou tourtière, se trouve dans le Liber de Coquina du XIIIe siècle, la « Torta parmigiana », qui comportait au moins six étages de différents ingrédients. Elle descend en droite ligne du « Pisam fasilem » d’Apicius, un pâté en terrine où se superposaient grives, saucisses, jambons, pois , etc.[réf. nécessaire]

## Variantes régionales
Au Québec, la définition d'une « tourtière » diffère d'une région à une autre, voire d'une personne à une autre. Généralement, dans toute la province, sauf le Saguenay–Lac-Saint-Jean, la tourtière désigne strictement la tourte de bœuf haché sans pommes de terre. La tourtière du Lac-Saint-Jean étant plus près du cipaille que de la tourtière.
Les tourtières du Lac-Saint-Jean peuvent aussi être constituées de viande de gibier lorsque disponible, soit de la perdrix, de l'orignal et/ou du lièvre. Sinon, il est commun de faire les tourtières du Lac-Saint-Jean avec de la viande de boucherie telle que porc, bœuf, veau et/ou poulet macérée dans des oignons, ainsi que des pommes de terre en cube. Le tout est enrobé de pâte brisée.

### Bas-Saint-Laurent et Gaspésie
Voir cipaille. Cette tourtière est souvent cuisinée à partir de trois viandes : le bœuf, le porc et le veau. Le goût est similaire à la tourtière traditionnelle du Saguenay–Lac-Saint-Jean. Seule la texture est différente, de même que la présence de couches de pâte à l'intérieur du plat.

## Galerie

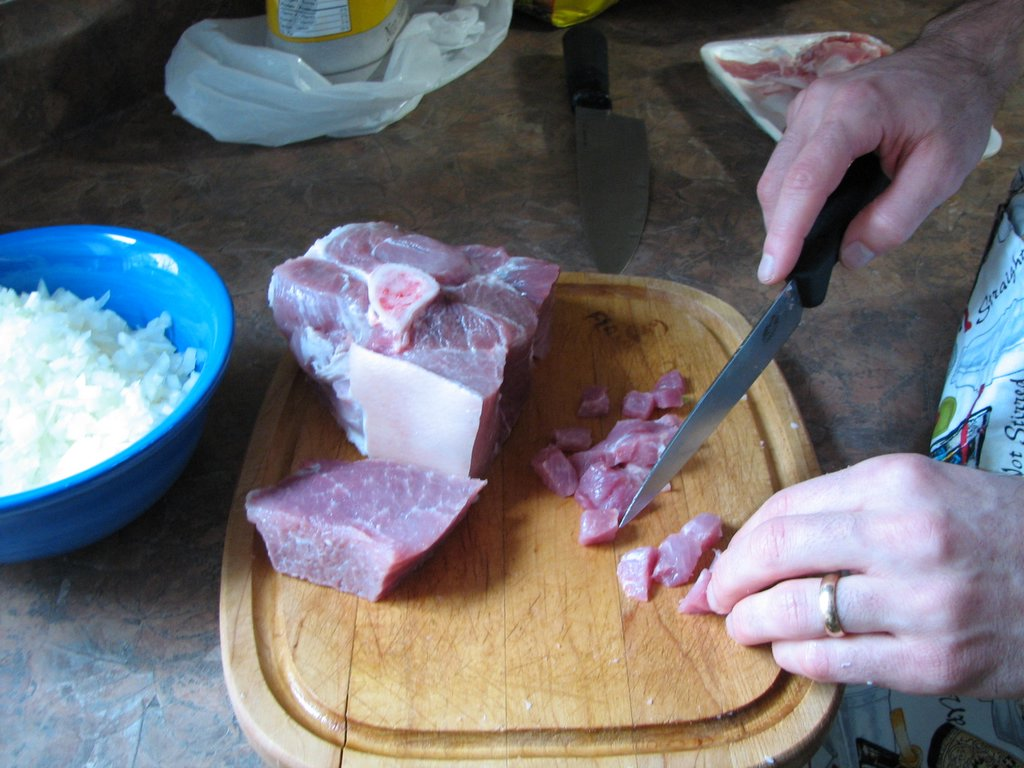
Préparation de la viande.
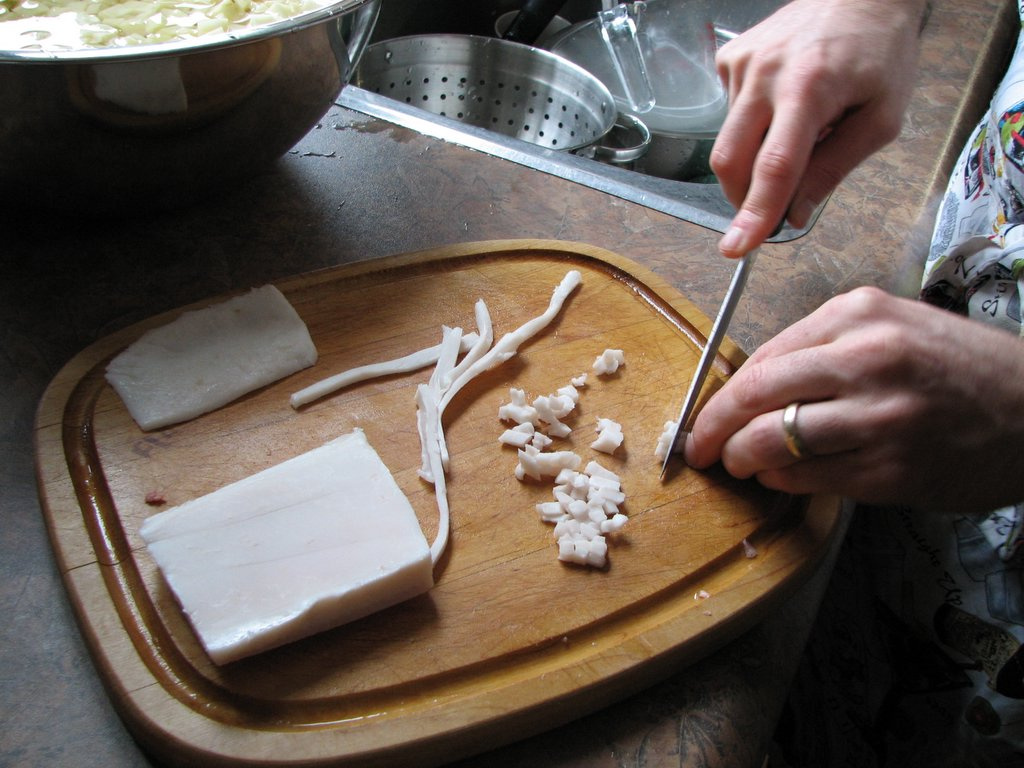
Préparation du lard.
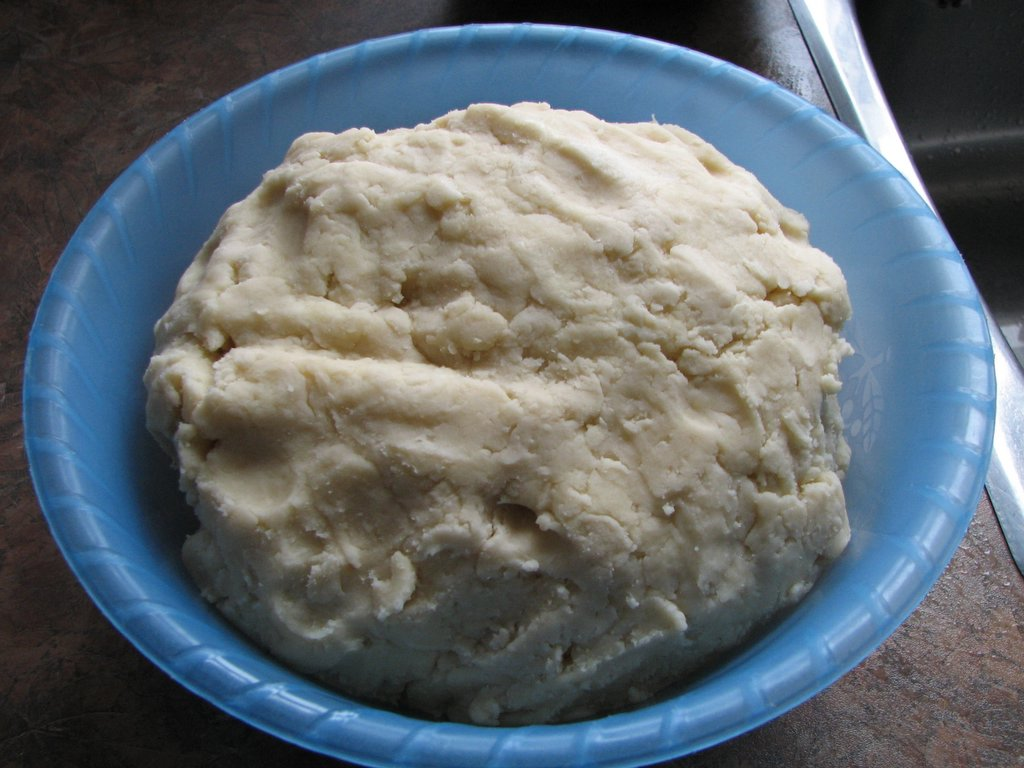
Préparation de la pâte.
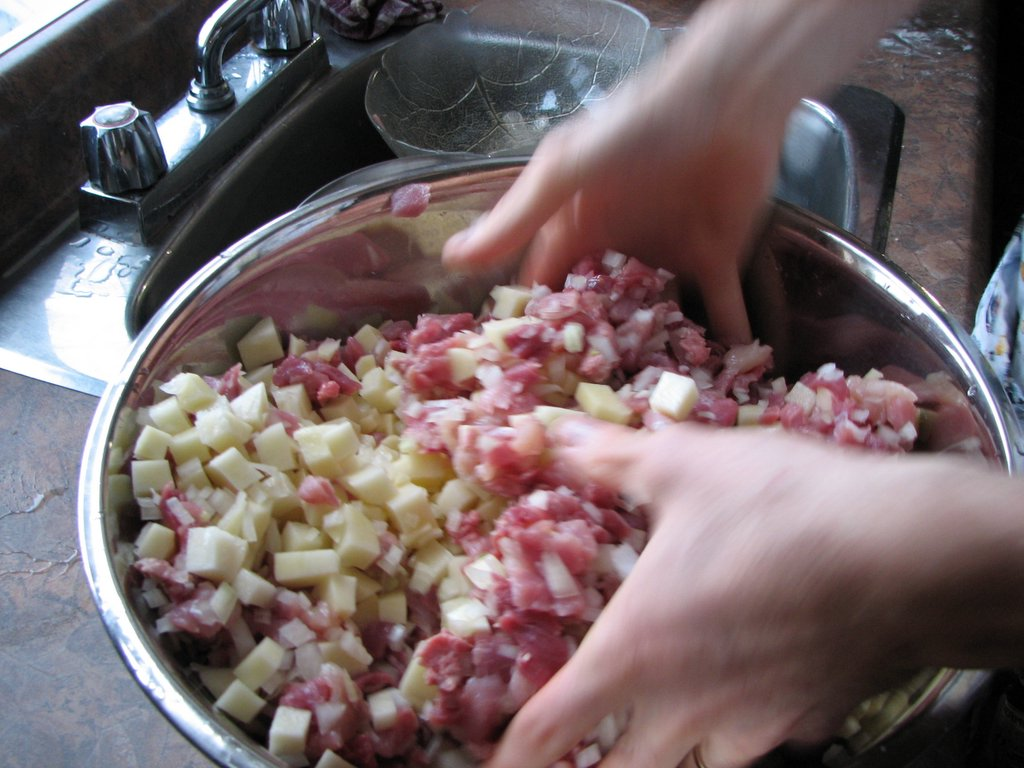
Préparation de la garniture.
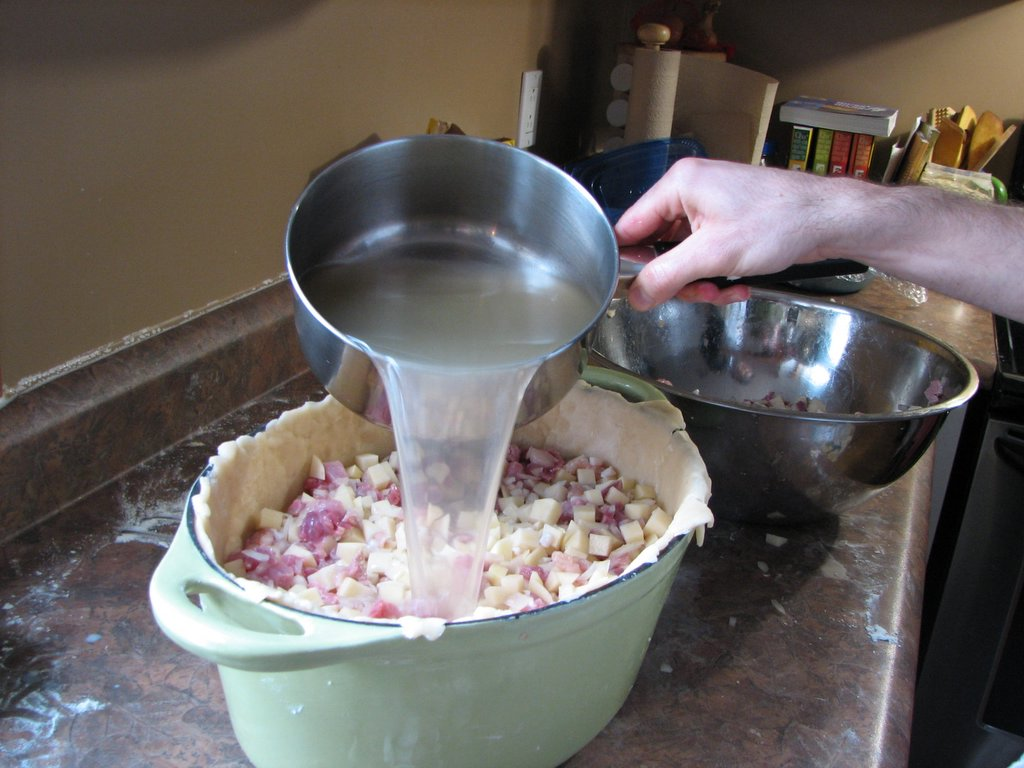
Versage du bouillon.
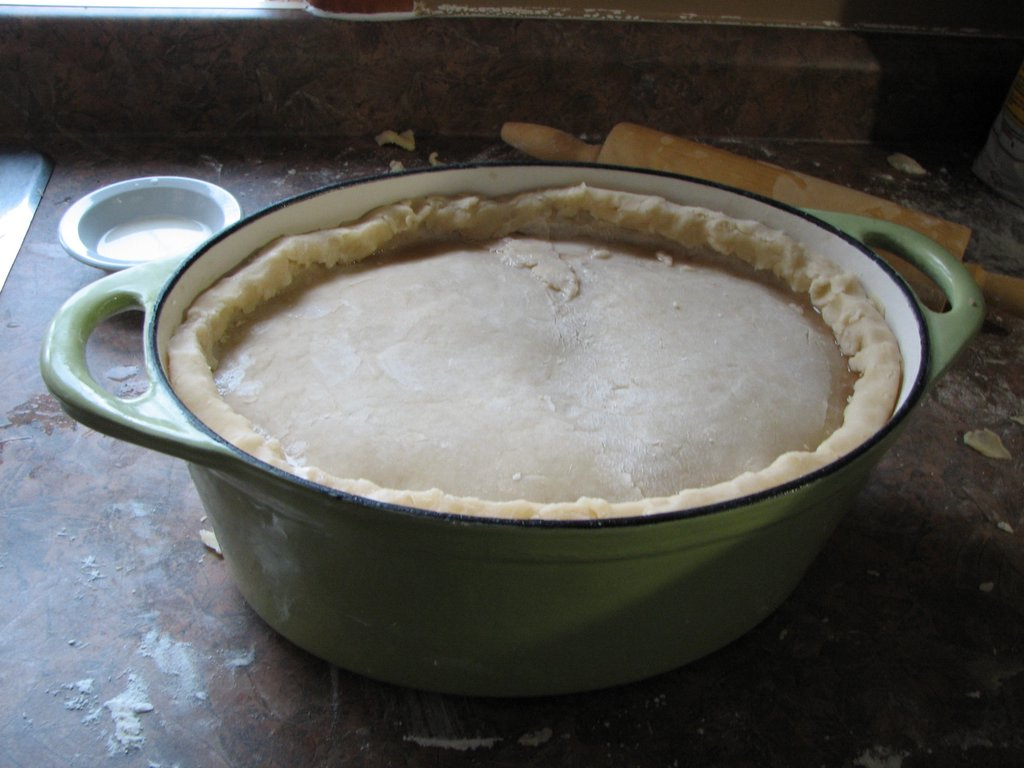
Tourtière prête à cuire.
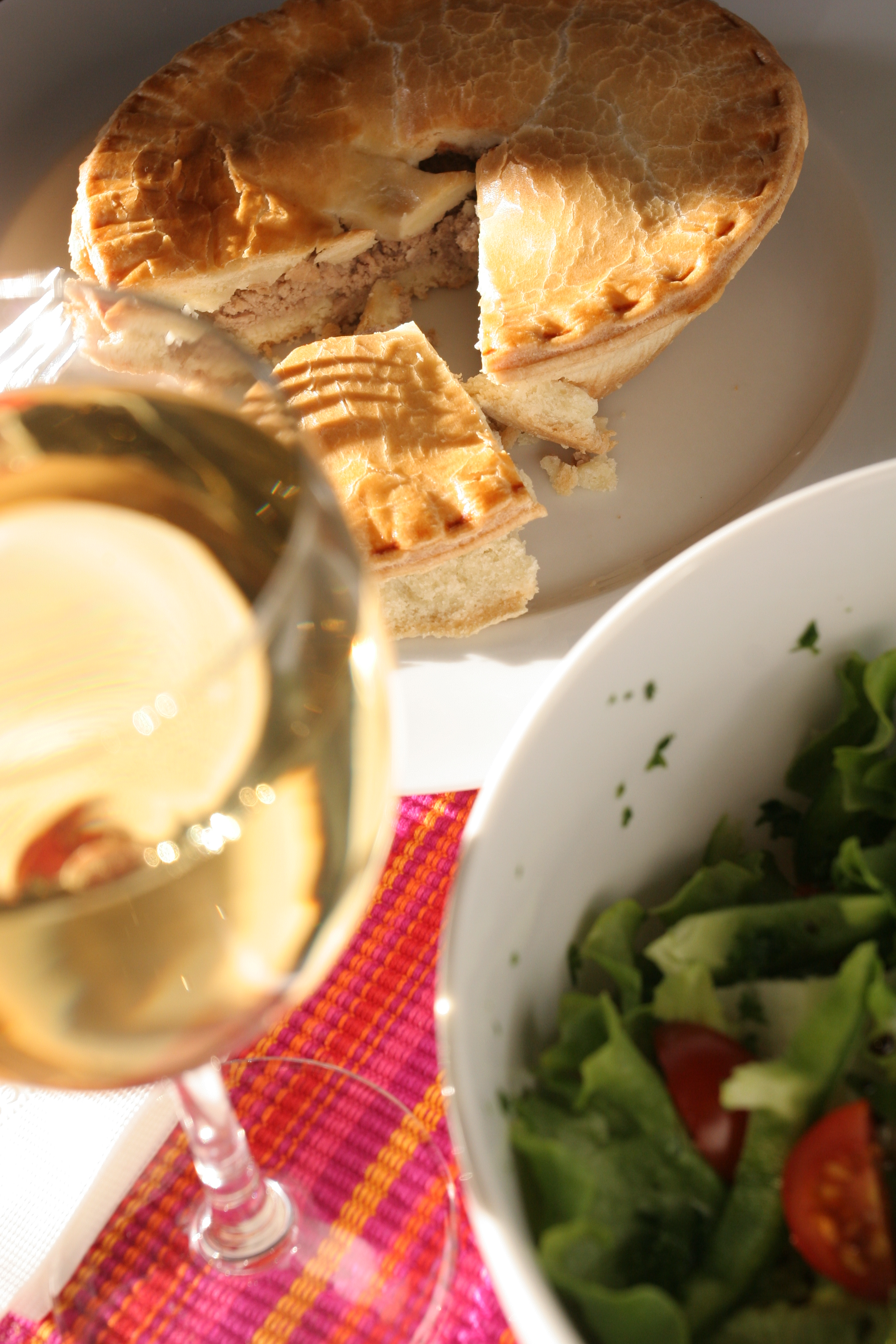